# Whitley County (Kentucky)
Whitley County is een county in de Amerikaanse staat Kentucky.
De county heeft een landoppervlakte van 1.140 km² en telt 35.637 inwoners (volkstelling 2010). De hoofdplaats is Williamsburg.

## Geboren in Whitley County
- Patricia Neal (1926-2010), actrice